# سام هاربر
سام هاربر (بالإنجليزية: Sam Harper) هو كاتب أمريكي يعمل على النصوص السينمائية .

## أعماله
| السنة | الفيلم                 | النوع    | الدور                  | الميزانية   | الإيرادات    | ملاحظات                           |
| ----- | ---------------------- | -------- | ---------------------- | ----------- | ------------ | --------------------------------- |
| 1993  | Rookie of the Year     | Film     | Screenwriter           |             | $53,579,269  | [ 3 ] [ 4 ] [ 5 ] [ 6 ]           |
| 2003  | Cheaper by the Dozen   | Film     | Screenwriter           | $40,000,000 | $190,212,113 | [ 3 ] [ 7 ]                       |
| 2003  | فقط متزوج (فيلم)       | Film     | Screenwriter           | $18,000,000 | $101,564,935 | [ 2 ] [ 3 ] [ 8 ] [ 9 ] [ 10 ]    |
| 2005  | Cheaper by the Dozen 2 | Film     | Screenwriter           |             | $82,569,532  | [ 3 ] [ 4 ] [ 11 ] [ 12 ]         |
| 2006  | Open Season            | Film     | Screenwriter           |             |              | [ 3 ]                             |
| 2007  | The Last Day of Summer | TV movie | Executive producer     |             |              | [ 3 ]                             |
| 2009  | House Broken           | Film     | Screenwriter, director |             |              | Earlier title No place like home  |
| 2011  | Rio                    | Film     | Screenwriter           | $90,000,000 | $141,932,576 | [ 3 ] [ 15 ] [ 16 ] [ 17 ] [ 18 ] |
|       | Overparenting          |          | Screenwriter           |             |              | (in development)                  |
|       | The Jetsons            |          | Screenwriter           |             |              | (in development)                  |
|       | In Harm's Way          |          | Screenwriter           |             |              | (in development)                  |

## روابط خارجية
- سام هاربر على موقع IMDb (الإنجليزية)
- سام هاربر على موقع روتن توميتوز (الإنجليزية)
- سام هاربر على موقع ألو سيني (الفرنسية)
- سام هاربر على موقع أول موفي (الإنجليزية)
- سام هاربر على موقع قاعدة بيانات الأفلام السويدية (السويدية)
- سام هاربر على موقع قاعدة بيانات الفيلم (الإنجليزية)
- سام هاربر على موقع كينوبويسك (الروسية)

- Sam Harper at IMDB
- Sam Harper at Rotten Tomatoes